# Edward Gilbert
Edward Gilbert (* um 1819 in Cherry Valley, Otsego County, New York; † 2. August 1852 bei Sacramento, Kalifornien) war ein US-amerikanischer Politiker. In den Jahren 1850 und 1851 vertrat er den Bundesstaat Kalifornien im US-Repräsentantenhaus.

## Werdegang
Edward Gilbert besuchte die öffentlichen Schulen seiner Heimat und wurde danach im Zeitungsgeschäft tätig. Während des Mexikanisch-Amerikanischen Krieges diente er als Oberleutnant in einer Einheit aus New York. Im März 1847 kam er mit seiner Truppe nach San Francisco. In den Jahren 1847 und 1848 war er noch als Soldat stellvertretender Leiter der Zollbehörde im dortigen Hafen. Nach der Auflösung seiner Einheit blieb Gilbert in Kalifornien, wo er ebenfalls im Zeitungsgeschäft arbeitete. Gleichzeitig begann er als Mitglied der Demokratischen Partei eine politische Laufbahn. Im Jahr 1849 war er Delegierter auf einer Versammlung zur Überarbeitung der Staatsverfassung.
Nachdem Kalifornien der Union beigetreten war, wurde Gilbert im zweiten Wahlbezirk des neuen Bundesstaates in das US-Repräsentantenhaus in Washington, D.C. gewählt, wo er am 11. September 1850 sein neues Mandat antrat. Da er bei den regulären Wahlen dieses Jahres auf eine erneute Kandidatur verzichtete, konnte er bis zum 3. März 1851 nur die laufende Legislaturperiode im Kongress beenden. Inzwischen hatte er sich in Kalifornien wegen politischer Differenzen mit der dortigen Staatsregierung überworfen. Der Konflikt gipfelte in einem Duell zwischen ihm und Staatssenator James William Denver. Bei diesem Duell wurde Edward Gilbert am 2. August 1852 getötet.